# Gêmeos (astrologia)
Gêmeos (português brasileiro) ou Gémeos (português europeu) (♊), ou ainda Gemini, é o terceiro  signo astrológico do zodíaco, situado entre Touro e Câncer/Caranguejo e associado à constelação de Gemini. Seu símbolo são os irmãos gêmeos/gémeos. Forma com Libra/Balança e Aquário a triplicidade dos signos do Ar. É também um dos quatro signos mutáveis, juntamente com Virgem, Sagitário e Peixes. Com pequenas variações nas datas dependendo do ano, os geminianos e geminianas são as pessoas nascidas entre 21 de Maio e 
20 de Junho.

## Características
- Pontos positivos: comunicação, otimismo, curiosidade, versatilidade, racionalidade, dinamismo, liberdade, diversidade, inteligência, extroversão, dualidade.
- Pontos negativos: instabilidade, superficialidade, indiscrição, desorganização, inquietude, indecisão, mutabilidade, inconstância, insegurança, fofoca, tagarelice, incoerência.[3][4][5][6][7][8][9][10]